# Kochhart
Die Kochhart ist der mit fast 16 Kilometern auf dem Hauptstrang längste Nebenbach des Neckarzuflusses Ammer im mittleren Baden-Württemberg.  Er wird auch als Kochhartgraben oder Kochenhartgraben bezeichnet und mündet nach einem Lauf in südöstlicher bis ostnordöstlicher Richtung in Reusten von rechts in die Ammer. Das Tal im Unterlauf der Kochhart wird ebenfalls als Kochhartgraben bezeichnet; es ist Teil des Naturschutzgebiets Kochhartgraben und Ammertalhänge.

## Geographie

### Verlauf
Die Kochhart fließt am Nordrand des Gemeindegebietes von Bondorf aus ihrem amtlich als Hauptoberlauf angesehenen linken Oberlauf Tiefenschleipf und ihrem rechten Oberlauf Haldengraben zusammen. Der Tiefenschleipf entsteht zwischen Ober- und Unterjettingen, läuft anfangs östlich, dann länger südöstlich, nimmt zuletzt von rechts und vom Nordrand Mötzingens her das unbeständige Zigeunerbrünnle auf, bis er sich nach 7 km mit dem kürzeren Haldengraben vereint, der am Südrand von Mötzingen entsteht und durchweg etwa ostnordöstlich zieht.
Die Kochhart selbst fließt von da an ostsüdöstlich bis ostnordöstlich durchs Bondorfer Gemeindegebiet, wechselt dann über in das von Hailfingen, wo sie den Ort selbst nördlich passiert und erreicht danach Reusten, wo sie nach 15,7 km ab dem Tiefenschleipf-Ursprung und 8,7 km nach dem Zusammenfluss ihrer Oberläufe von rechts in die Ammer einfließt.
Bemerkenswert ist der untere Abschnitt der Kochhart bei Reusten, ein ungefähr fünfzig Meter tiefer Geländeeinschnitt mit einem Bach, Felsen und Kalkmagerrasen, der als 107 ha großes Naturschutzgebiet ausgewiesen ist. Es ist mit seinen Kalkfelsen eines der schönsten Täler des Landkreises. Das Naturschutzgebiet „Kochhartgraben und Ammertalhänge“ besteht aus acht Teilgebieten, wobei der Kochhartgraben die größte Fläche einnimmt.

### Zuflüsse
Neben kleineren hat die Kochhart unterhalb ihres Zusammenflusses zwei große Zuflüsse, beide von rechts. Der Schelmengraben entsteht bei den Herdweghöfen westlich von Bondorf, durchfließt das Dorf und mündet schließlich östlich von Bondorf, der längere Oberlauf Weihergraben des danach bei Hailfingen mündenden Förenlochgrabens nimmt seinen Anfang im Süden von Bondorf.

## Geologie

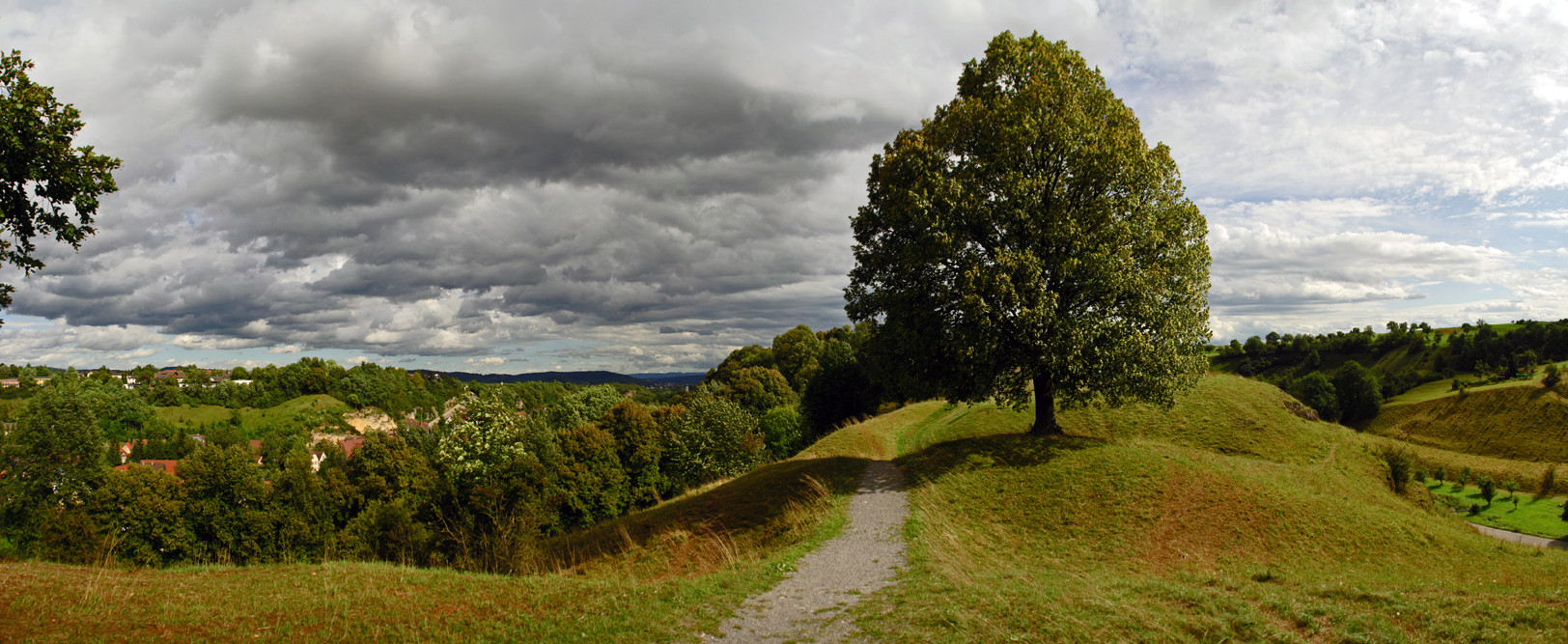
Panoramaaufnahme des Kirchbergs bei Reusten

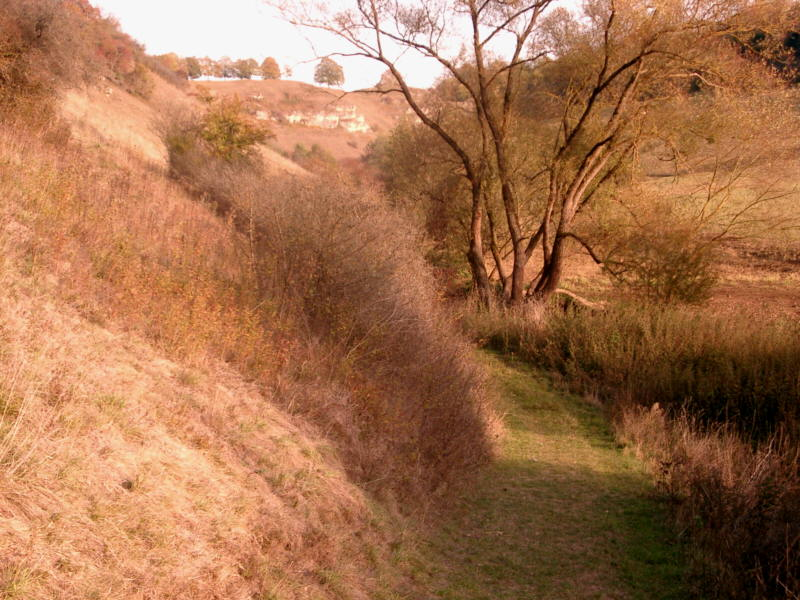
Kochhartgraben bei Reusten

Kochhartgraben bei Reusten im Winter

Das Tal der Kochhart ist, weil der lokale Obere Muschelkalk stark verkarstet ist, weithin ein Trockental. Nach Färbeversuchen fließt das im Karst versickernde Wasser meist zur Bronnbachquelle, die oberhalb von Rottenburg am Neckar am Rand des Neckartals liegt. Im Unterlauf der Kochhart wurden auch Verbindungen zu Quellen bei Reusten festgestellt, zudem fließt im Oberlauf bei Jettingen versickerndes Wasser einer Quelle südlich von Herrenberg zu.
Das Einzugsgebiet der Kochhart liegt im Regenschatten des Schwarzwaldes und ist mit einer jährlichen Niederschlagsmenge von knapp unter 700 mm eines der trockeneren Gebiete in Baden-Württemberg. Der von mehreren Quellen im Lettenkeuper gespeiste Bach versickert bei Hailfingen nach und nach im Untergrund. Nach Angaben von 1923 floss damals kein Wasser oberirdisch über die Gemarkungsgrenze nach Reusten. Heute fließen bei Trockenwetter 400 bis 600 m³ Wasser pro Tag aus der Kläranlage für den Rottenburger Stadtteil Hailfingen und die Gemeinde Bondorf ab, die an der Straße von Hailfingen nach Tailfingen liegt. Ein erheblicher Teil des Abflusses versickert, allerdings trocknet der Bach im weiteren Talverlauf nicht mehr völlig aus.
Ammer und Kochhart haben sich bei Reusten tief in eine Muschelkalkschicht eingegraben – die Kochhart formte dabei den Kochhartgraben. Beide Bäche durchschneiden den so genannten Reustener Sattel, der sich vor rund fünf Millionen Jahren im Pliozän aufwölbte. Damals hoben sich auch Schwäbische Alb und Schwarzwald und Ammer und Kochhart flossen wohl schon auf den heutigen Strecken. Der Untergrund stieg so langsam empor, dass ihnen genügend Zeit blieb, sich ins Gestein einzutiefen, ohne ihren Lauf ändern zu müssen.
Am Ende des Kochhartgrabens befindet sich der etwa 500 Meter lange, schmale linke Mündungssporn Kirchberg über Reusten, benannt nach einer Kirche, die früher beim Friedhof auf der Höhe stand. Dort etwa ist das Zentrum des ovalen, im Durchmesser zwei bis vier Kilometer großen Muschelkalk-Sattels und man hat an der Stelle guten Längsblick in die beiden Canyons, die Ammer und Kochhart in diesen eingeschnitten haben.

## Vegetation

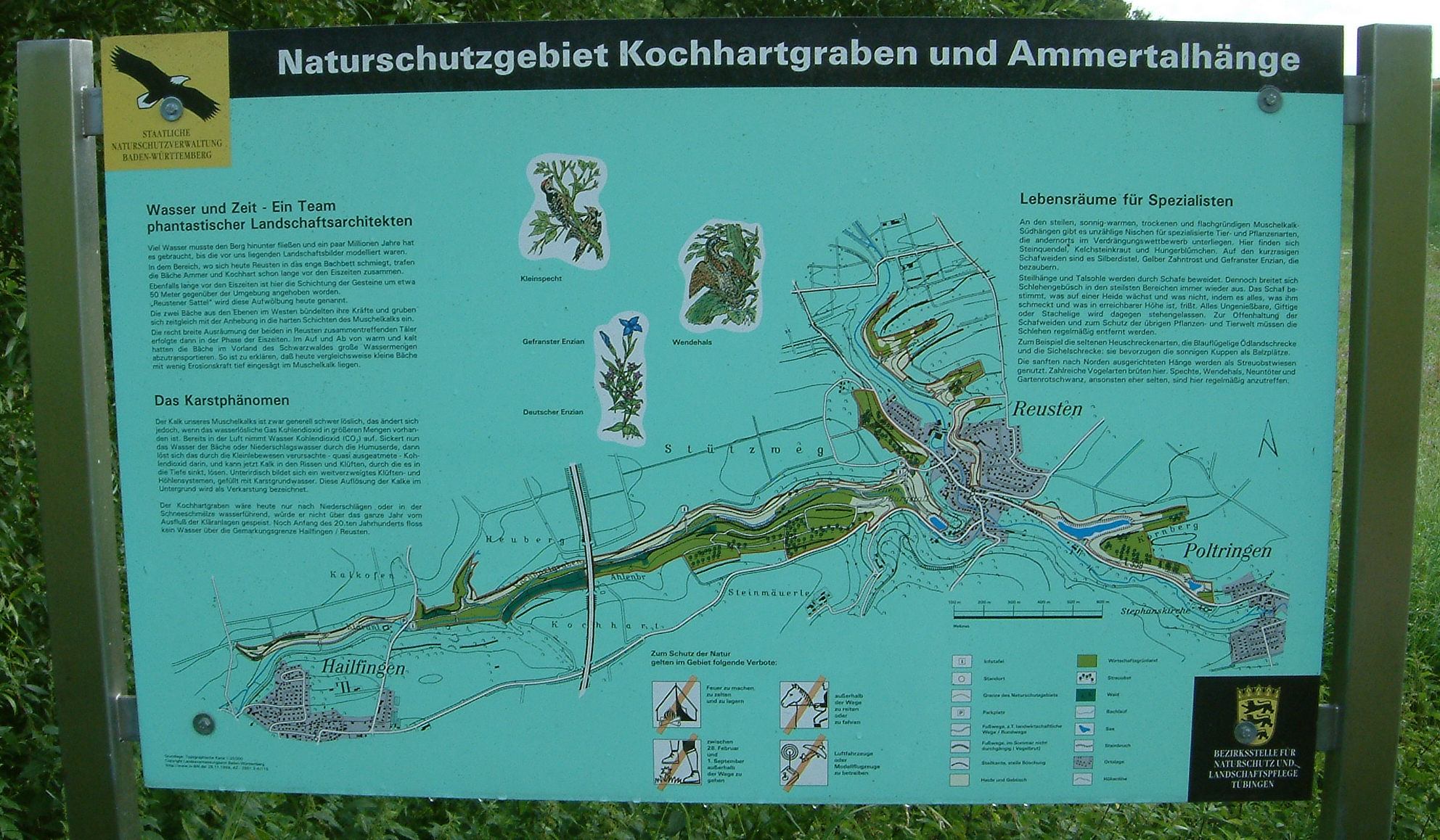
Tafel mit der Beschreibung des Naturschutzgebietes

Die linke Talseite des Kochhartgrabens ist verhältnismäßig steil. Auf ihrer ganzen Länge ein Südhang, ist sie mit einem Halb-Trockenrasen bedeckt und wurde seit jeher als Schafweide genutzt. Die ganztägige Besonnung sorgt für einen Reichtum an Pflanzenarten: Küchenschellen, Frühlingsfingerkraut, blaue Scilla, Zypressenwolfsmilch, Sichelblättriges Hasenohr, Bocks-Riemenzunge, das Helmknabenkraut, die Händelwurz, deutscher Enzian, Fransenenziane, Kalk-, Gold- und Silberdistel.

## Geschichte
Der aus dem Hauptmuschelkalk herausgetretene Kirchberg zählt zu den ältesten Siedlungsgebieten Württembergs, hier wurden Funde aus der Stein- und Bronzezeit entdeckt. Auch eine umfangreiche mittelalterliche Burganlage ist hier nachgewiesen. Ungefähr 6,5 m nordwestlich der Kirchhofmauer quert ein etwa 20 m langer, in der Mitte noch 0,5 m hoher Wall den Rücken. Vor ihm ist kein Graben, doch zwischen Wall und Kirchhofstor liegt eine flache Mulde. Demnach handelt es sich wahrscheinlich um den Außenwall eines jetzt aufgefüllten Abschnittgrabens. Der eigentliche Stirnwall der Anlage dürfte sich bereits innerhalb des Friedhofs befunden haben. Auf halber Höhe der steilen Südwestseite des Berges zog früher ein weiterer Wall entlang, der in neuerer Zeit durch den dort betriebenen Steinbruch zerstört wurde. Man erkennt noch verschiedene Wälle, über die der Weg westlich am Friedhof vorbeiführt.
Die Burg Kräheneck, deren Grundriss fünfeckig war, errichteten die Grafen von Nagold und später Tübingen durch den Ausbau einer alemannischen Fluchtburg als Gerichtsstandort; sie wurde ungefähr von 1000 bis 1200 n. Chr. genutzt. Kräheneck war eine typische Zungenburg, die an drei Seiten durch ihre natürliche Lage geschützt war. In den Jahren 1921 bis 1929 unternahm die Universität Tübingen hier Ausgrabungen.
Im Steinbruch am Kirchberg, den die Stadt Tübingen von 1932 bis 1970 zur Schottergewinnung betrieb, liegt heute ein See, der direkt an den Kirchberg stößt.

## Wirtschaft und Verkehr

### Nutzung

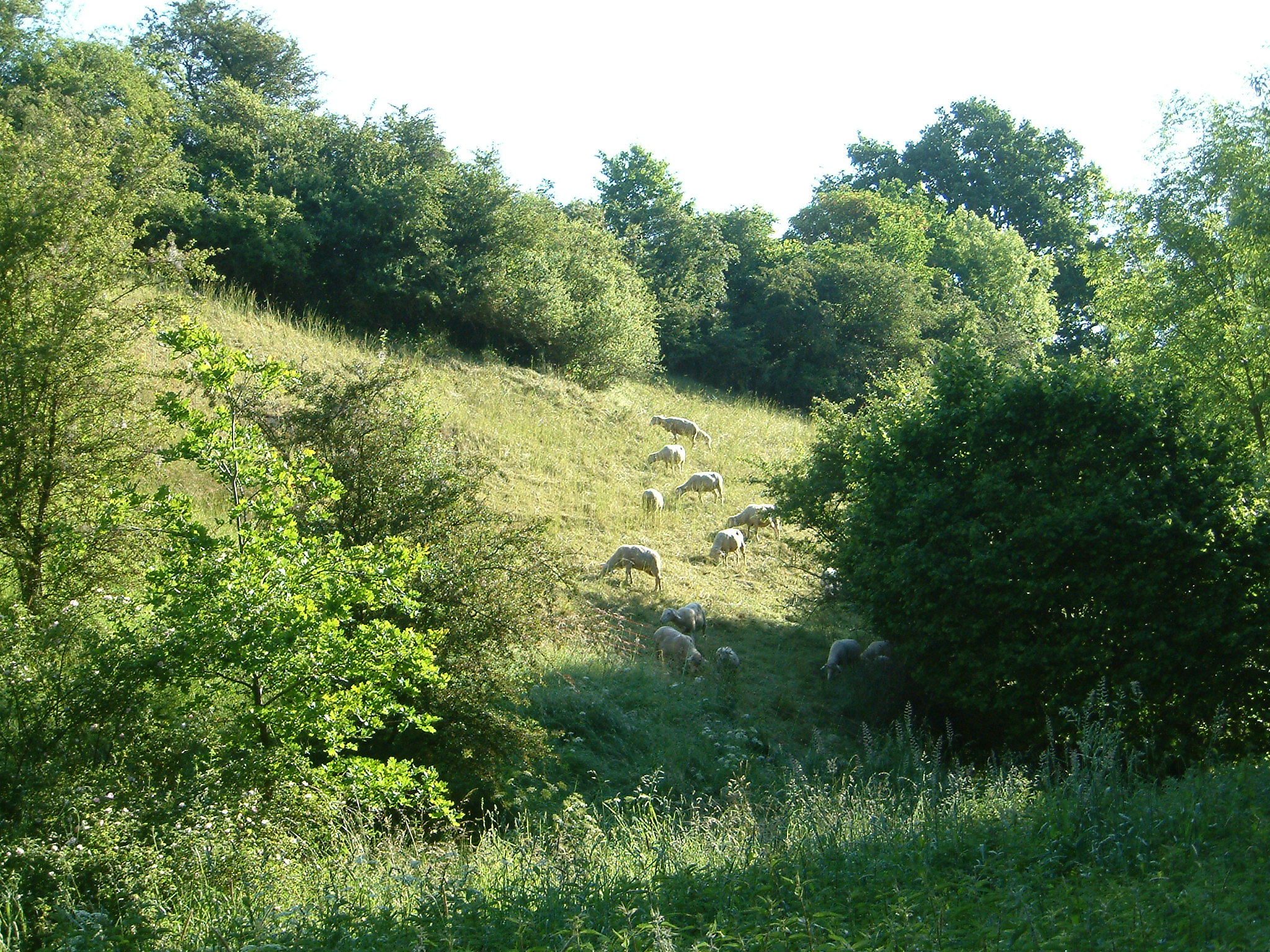
Schafweide im Kochharttal (2009)

Bis zum Anfang des 19. Jahrhunderts baute man auf einem großen Teil der Hänge Wein an; nicht nur am Südhang des Kochhartgrabens – hier bis 1828 –, sondern auch am Breiten Berg zwischen Altingen und Reusten, im Augental und am Kornberg an der Straße zwischen Poltringen und Reusten. Weinbergmauerreste lassen dies bis heute erkennen. Danach nutzte man die Hänge für den Anbau von Streuobst und legte hier Gärten an; überwiegend jedoch machte man aus ihnen Schafweiden. Ein großer Teil liegt heute brach.
Muschelkalk wurde im vorigen Jahrhundert in Steinbrüchen abgebaut, zur Schottergewinnung und seltener auch zur Gewinnung von Bausteinen aus dem anstehenden Nodosuskalk. Die inzwischen aufgelassenen Brüche liegen zum Teil heute noch brach, in ihren Gruben stehen Grundwasserseen. Den von 1935 bis 1944 abgebauten Muschelkalk vom westlichen Teil der Halde auf Hailfinger Gemarkung verwendete man zum Bau eines Militärflugplatzes, der Bruch war das KZ-Außenlager Hailfingen-Tailfingen.

### Autobahnbrücke
Die Autobahn A 81 überquert den Kochhart-Graben, der auch Kochenhartgraben genannt wird, zwischen den Ausfahrten Herrenberg und Rottenburg am Neckar auf einer 30 Meter hohen und 252 Meter langen Autobahnbrücke.